# Provincia di Larache
La provincia di Larache è una delle province del Marocco, parte della regione di Tangeri-Tetouan-Al Hoceima.

## Geografia antropica

### Suddivisioni amministrative
La provincia di Larache conta 2 municipalità e 17 comuni:

#### Municipalità
- Ksar El Kebir
- Larache

#### Comuni
- Ayacha
- Bni Arouss
- Bni Garfett
- Bou Jedyane
- Ksar Bjir
- Laouamra
- Oulad Ouchih
- Rissana Chamalia
- Rissana Janoubia

- Sahel
- Souaken
- Souk L'Qolla
- Souk Tolba
- Tatoft
- Tazroute
- Zaaroura
- Zouada

## Posizione amministrativa
La Provincia di Larache è stata istituita il 14 ottobre 1985, e faceva parte del Wilaya di Tétouan. Confina, a Nord, con la provincia di Tétouan e la prefettura di Tangeri-Assila, a sud con la provincia di Kenitra, ad est con la provincia di Chefchaouen e ad ovest con l'Oceano Atlantico.

## Morfologia
Dal punto di vista dei rilievi, si distinguono nella provincia di Larache:
- una zona montagnosa che costituisce il prolungamento occidentale della catena del Rif, nel territorio dei comuni rurali di Béni-Arous, Zaaroura, Tazrout e Béni-Gorfet;
- delle colline di marna, che circondano una pianura piatta;
- lungo la costa, un cordone di dune fissate che costituisce il plateau di R'mel.

## Geografia fisica

### Clima
La Provincia di Larache beneficia di un clima mediterraneo, caratterizzato dall'alternanza di una stagione umida e fresca (da ottobre ad aprile) e di una stagione secca e calda (da maggio a settembre).
La pluviometria media annuale varia tra 700 e 800 mm, ed è concentrata quasi in totalità nei mesi da ottobre ad aprile.
Le temperature varano tra 6 °C nella stagione fredda e 32 °C nella stagione calda.
La rete idrografica della provincia comprende lo Wadi Loukkos e i suoi affluenti, la falda di R'mel, la diga sullo Wadi El Makhazine, la diga di controllo del Loukkos, tre laghi collinari, e numerose sorgenti d'acqua.